# サン・アントンへ行こう
「サン・アントンへ行こう」（原題：Is Anybody Goin' to San Antone）は、カントリー歌手のチャーリー・プライドが1970年に発表したヒット曲。

## 概要
チャーリー・プライドのマネージャーのジャック・D・ジョンソンはノンクレジットであるが、本作品のデモテープを渡された際、プライドのスタイルに合うよう歌詞やコード、さらにはアレンジも変えたという。作詞作曲の名義はグレン・マーティンとデイヴ・カービー。
1970年2月にシングルA面曲として発売されると、ビルボードのカントリーチャートで2週連続1位を記録した。カナダのカントリーチャートでも1位を記録した。
ナンシー・シナトラが1971年にシングル「Hook And Ladder」のB面曲としてカバーしている。
テキサス州サンアントニオ出身のダグ・サームがカバーしていることでも知られる。1973年1月発売のデビュー・ソロ・アルバム『Doug Sahm and Band』の1曲目に収録された。同アルバムにはボブ・ディランが歌やギターやハーモニカで参加しているが、「サン・アントンへ行こう」ではハーモニー・ボーカルを付けている。シングルカットもされた。
のちにサームが結成したグループ、テキサス・トルネードーズが1991年に本作品をカバーした。